# Usechimorpha montanus
Usechimorpha montanus är en skalbaggsart som beskrevs av Doyen in Doyen och Lawrence 1979. Usechimorpha montanus ingår i släktet Usechimorpha och familjen barkbaggar. Inga underarter finns listade i Catalogue of Life.